# Fukumoto Kazuo
Fukumoto Kazuo (japanisch 福本 和夫; * 4. Juli 1894 in Shimo-Hōjō, Kume-gun (heute: Hokuei, Tōhaku-gun), Präfektur Tottori; † 16. November 1983) war ein führender marxistischer Theoretiker des japanischen Kommunismus. Sein Pseudonym war Hōjō Kazuo (北条 一雄).

## Leben und Wirken
Fukumoto Kazuo absolvierte ein Studium der Rechtswissenschaft und Politischen Wissenschaft an der Kaiserlichen Universität Tokio. Anschließend unterrichtete er an der Matsue Higher School. In den Jahren 1922 bis 1924 unternahm er Studienreisen in die USA sowie nach Europa. So verbrachte er von Ende 1922 bis ins Frühjahr 1923 einige Zeit in Jena, wo er Freundschaft mit dem Kommunisten Karl Korsch schloss. Fukumoto war in dieser Zeit auch einer der Teilnehmer der Marxistischen Arbeitswoche, die er auch fotografisch festhielt. 1924 kam er zurück nach Japan, wurde Mitglied der Kommunistischen Partei, gab das Blatt der Partei Marxismus (マルクス主義) heraus und lehrte Ökonomie. Seine Kritik am etablierten Marxismus eines Yamakawa Hitoshi oder Kawakami Hajime brachte ihm den Zulauf der jüngeren Generation ein. Im April 1925 war er an der Reaktivierung der Kommunistischen Partei in Tōkyō beteiligt. 1926 wurde er Leiter der politischen Abteilung, musste im Juli 1927 aber wegen seiner Kritik am Komintern zurücktreten. 1926 gründete er eine eigene Zeitschrift mit dem Titel Unter dem Banner des Marxismus. Zwei Jahre später wurde er im Zuge stattfindender Kommunistenverfolgungen in Japan zu zehn Jahren Haft verurteilt und wurde sogar 14 Jahre festgehalten.
Nach dem Pazifikkrieg wurde Fukumoto 1951 von US-Behörden verhaftet und mit einem Berufsverbot belegt. Im Jahre 1958 wurde er aus der kommunistischen Partei Japans ausgeschlossen. Er schrieb später zahlreiche Abhandlungen zur Entwicklung des japanischen Kapitalismus sowie zu den Problemen des Sozialismus.
Im Jahr 2011 wurde eine zehnteilige Gesamtausgabe seiner Werke veröffentlicht.